# Fourteen Thousand Three Hundred Eighty Four Days Later
Fourteen Thousand Three Hundred Eighty Four Days Later je koncertní album americké alternativní rockové skupiny Human Drama. Vydala jej společnost Triple X Records v roce 1997. Kromě autorských písní, jejichž autorem je zpěvák Johnny Indovina, se na desce nachází také tři coververze: po jedné od Leonarda Cohena, Johna Calea a skupiny The Velvet Underground (John Cale byl také členem této skupiny). Záznam pochází z koncertu dne 21. prosince 1996 v losangeleském klubu Troubadour.

## Seznam skladeb
Autorem všech skladeb je Johnny Indovina, pokud není uvedeno jinak.
1. „Death of an Angel“ – 4:22
2. „Wave of Darkness“ – 3:28
3. „Who by Fire“ (Leonard Cohen) – 5:10
4. „A Million Years“ – 5:16
5. „Through My Eyes“ – 5:15
6. „Dying in a Moment of Splendor“ – 4:17
7. „I Bleed for You“ – 5:48
8. „This Forgotten Love“ – 5:09
9. „I Keep a Close Watch“ (John Cale) – 4:36
10. „Voices“ – 5:23
11. „Tired“ – 2:25
12. „This Tangled Web“ – 6:04
13. „I Could Be a Killer“ – 6:08
14. „There Is Only You“ – 7:04
15. „Heroin“ (Lou Reed) – 6:43

## Obsazení
- Johnny Indovina – zpěv, kytara
- Jamii Szmadzinski – housle
- Mark Balderas – klávesy
- Renelle Laplante – flétna
- Michael Ciravolo – kytara
- C. J. Eiriksson – bicí, perkuse, doprovodné vokály
- Michael Mallory – baskytara